# Microclymene quadrimaculata
Microclymene quadrimaculata är en ringmaskart som först beskrevs av Augener 1914.  Microclymene quadrimaculata ingår i släktet Microclymene och familjen Maldanidae. Inga underarter finns listade i Catalogue of Life.